# Connie Sawyer
Connie Sawyer, nome artístico de Rosie Cohen (Pueblo, 27 de novembro de 1912 - Woodland Hills, 22 de janeiro de 2018), foi uma atriz estadunidense.
Começou a carreira com apresentações humorísticas em casas noturnas e no final da década de 1940, fez aparições em programas de TV, como no "Texaco Star Theatre", um programa de variedades e comédia, ou em "The Jackie Gleason Show", também de variedades. Estreou no cinema em 1959, na comédia "A Hole in the Head".
Alternando trabalhos na televisão e no cinema, participou de diversas produções, entre elas: The Way West, True Grit, Hawaii Five-O (dois episódios em 1974 e 1979), Kojak (dois episódios em 1974 e 1977), ...And Justice for All, ER, Pineapple Express, Ray Donovan, Dumb & Dumber, When Harry Met Sally..., Out of Sight. Também participou de espetáculos na Broadway.
Em 2012, aos 99 anos de idade, tornou-se um dos membros ativos mais antigos da Academia de Artes e Ciências Cinematográficas, quando participou na votação dos indicados daquele ano.
Morreu em sua casa, na cidade de Woodland Hills, Califórnia, em 22 de janeiro de 2018, aos 105 anos.